# Třetí přírodovědecká expedice Národního muzea v Praze do Íránu
Třetí přírodovědecká expedice Národního muzea v Praze do Íránu proběhla od 16. března do 12. července 1977. Zúčastnili se jí českoslovenští a íránští vědci, především entomologové. Expedice navazovala na předešlé výpravy z let 1970 a 1973. Byl proveden průzkum ve 130 lokalitách jižního, východního a severního Íránu. Sbírka Národního muzea byla obohacena o exotické druhy hmyzu, rostlin a živočichů. Bylo popsáno i několik dosud neznámých druhů. Výzkum byl orientován i prakticky a pomohl boji se škůdci.

## Účastníci

### Československý tým
- Dr. Jiří Dlabola, CSc. – entomolog
- Dr. Ludvík Hoberlandt, CSc. – entomolog, vedoucí expedice
- Otto Janka – publicista
- Dr. Josef Jelínek – entomolog
- Dr. Jan Ježek – entomolog
- Dr. Ivo Kovář – entomolog
- Ing. Bohumil Pražan – zoolog
- Dr. Jiří Soják, CSc. – botanik
- Karel Štich – řidič a mechanik

### Íránský tým
- Dr. Manzur Abájí – entomolog
- Dr. Abbás Hašemi – entomolog
- Husein Kave – řidič a mechanik
- Dr. Abdulkarim Mortazaviha – entomolog
- Dr. Alí Pazuki – entomolog
- Dr. Muhammad Safavi – entomolog, vedoucí expedice

## Hlavní oblasti sběru
- Pobřeží Perského zálivu
- Pobřeží Indického oceánu
- Bašakird
- Kúhe Lálezár
- velká písečná poušť Lút
- jezerní oblast Darjačaje Hámún
- prales Džangale Golestán (persky جنگل گلستان , anglicky Golestan Jungle)
- Hyrkánské lesy u Kaspického moře
- Kandován

## Výsledky expedice
Sbírka expedice obsahovala:
- 120 000 exemplářů hmyzu
- 7 000 rostlin
- 180 ptáků
- 160 savců
- 260 plazů

## Expediční vozidlo
- Tatra 148 s vlekem.